# 西安号导弹驱逐舰
“西安”号导弹驱逐舰（舷号153）简称“西安”舰，是中国人民解放军海军第六艘052C型导弹驱逐舰，也是中国海军第三艘以“西安”命名的军舰。装备有源相控阵雷达及垂直发射系统，可单独或协同海军其他兵力攻击水面舰艇、潜艇，具有较强的远程警戒探测和区域防空作战能力。西安舰由江南造船厂开工建造，2012年6月16日下水，2014年12月30日交付，2015年2月9日入列，现服役于东海舰队驱逐舰第六支队。西安舰舰名取自陕西省省会西安市，其入列命名授旗仪式于2015年2月9日在浙江省舟山市举行。

## 同名舰
第一代“西安”舰原为日本帝国海军海防198号，作为战争赔偿移交中华民国。1949年国民党从上海撤退时被遗弃。解放军华东军区海军成立后，将该舰修复加入人民海军序列，被命名为“西安”舰，1974年前后退役。
第二代“西安”舰为051型驱逐舰二号舰，舷号106，于1970年9月下水，1974年11月28日进入现役，服役33年后，于2007年9月29日退役。

## 参与的军事行动
据2016年12月22日《解放军报》报道，西安舰在东海遇外国飞机抵近，用英语警告并取证。
西安舰曾在2016年环太平洋军事演习中被指定为中方参演编队的指挥舰，参演69天、航行15000余海里，率领编队完成了海上封锁行动的3大类16个课目演练。
2024年5月23日，西安號参与了「聯合利劍2024A」演習。國軍基隆艦監控进行了监控。